# 達佐 (密蘇里州)
達佐（英語：Dutzow）是位於美國密蘇里州沃倫縣的非建制地區。

## 歷史
達佐的郵局自1869年營運至今。

## 地理
達佐所處的海拔為高於海平面151米（即495英呎），而該地所採用的時區為UTC-6，即北美中部時區（CST）。同時該地設有夏令時間，為UTC-6調快一小時，即UTC-5（CDT）。